# MIDNIGHTSUNS
MIDNIGHTSUNS（ミッドナイトサンズ）は、大村真司を中心とする、日本のロック・バンド。所属レコード会社はSUNNY RECORDS。
大村真司の父・大村憲司との生前の約束を果たすべく、ドラムに沼澤尚、高橋幸宏とのコラボレーションを実現している。
2013年8月11日には、イエロー・マジック・オーケストラ（YMO）主催大型音楽フェスティバル、ワールド・ハピネスに出演が決定している。

## メンバー
- 大村真司 -Vocal & Guitar
MEG、土屋アンナ、安室奈美恵、上木彩矢などのレコーディング&ツアーに参加。父はギタリストの大村憲司。最近ではYMOをカバーした初音ミク「増殖気味 X≒MULTIPLIES」にゲスト・ミュージシャンとして参加[7]。
- Julien Crousillat -Vocal
フランス出身。モデル、シンガー。ロックバンドDRIVE FARでもボーカリストとして活動。
- 沼澤尚 -Drums
THEATRE BROOK、blues.the-butcher-590213、OKI DUB AINU BAND、iLL他、多数のセッションでも活動中。「リズム&ドラム・マガジン」ではジェームス・ギャドソンとの対談&共演が特典映像となり話題に[8]。
- 野田淳也 -Guitar
BLACK GAIN、Pablo Band、fallon、Pay money To my Pain（サポートギタリスト）を経て参加。
- 曽我研右 -Bass & Manipulator
Killing Skill 48、High Speed Boyzを経て参加。
- 藤田恒三 -VJ & Vocal
アートディレクター。
CHEMISTRY、吉井和哉等、多くのアーティストのMVやアートワークを手掛ける。

### サポート
- 楠瀬拓哉 - Drums
- DUTTCH - Drums from UZUMAKI

## ディスコグラフィー

### シングル
1. The Crown Song（2012年5月19日）

### アルバム
1. TOKYO PHOENIX（2013年2月6日）
  1. 2012: Intervention
  2. Ancient Caveman
  3. Nikita: Interlude
  4. Nikita
  5. Soul Jars
  6. The Crown Song
  7. So I Say
  8. 2039: Reprodukt
  9. Heart Home
  10. Rockband
  11. Phantom Time
  12. MAPS 2013
  13. Standing Here With You
  14. Heart Home -BLISS Remix-
  15. MAPS 2013 -高橋幸宏/Nao'ymt Ver.

## コラボレーション
1. 安室奈美恵「Damage」（2012年10月31日）- 演奏参加

## ライブ
- “The Crown Song” Release GIG（2012年5月19日）
- 侍音宴-Samurai Rock Party vol.1（2012年10月26日）
  - GARI / MIDNIGHTSUNS / smorgas / TEARS OF THE REBEL
- 侍音宴-Samurai Rock Party vol.2（2013年1月18日）
  - MIDNIGHTSUNS / unkie / ATOM ON SPHERE
- “The Phoenix Uprising” 1st Album Release Tour（2013年2月14日〜3月18日）
- 侍音宴-Samurai Rock Party vol.3（2013年5月3日）
  - LOKA / JESSE AND THE BONEZ / MIDNIGHTSUNS
- WORLD HAPPINESS 2013（2013年8月11日）

## ラジオ出演
InterFM「Technos College Young Blood」ゲスト出演（2013年2月2日）